# Enumeratio Plantarum Horti Botanici Berolinensis
Enumeratio Plantarum Horti Botanici Berolinensis (abreujat Enum. Pl.) és un llibre amb il·lustracions i descripcions botàniques que va ser escrit per Karl Ludwig Willdenow i publicat en dues parts entre els anys 1809 i 1813, amb el nom de Enumeratio Plantarum Horti Regii Botanici Berolinensis: continens descriptiones omnium vegetabilium in horto dicto cultorum / D. Car. Lud. Willdenow. Berolini.